# Giancarlo Bosetti
Giancarlo Bosetti (Varedo, 20 aprile 1946) è un giornalista e scrittore italiano.

## Biografia
Laureato in filosofia con Emilio Agazzi e Mario Dal Pra all'Università Statale di Milano, inizia l'attività giornalistica nel 1969.
Nel quotidiano l'Unità è stato capocronista, caporedattore e vicedirettore con la responsabilità del settore culturale. Negli anni ottanta ha portato sul giornale del Pci, poi del Pds, gli autori del pensiero liberale europeo e americano, con interviste e inchieste, sviluppando un'intensa collaborazione, tra gli altri, con Norberto Bobbio, Ralf Dahrendorf, Karl Popper, Giovanni Sartori, Isaiah Berlin, Amartya Sen, Robert Dahl. Intervistò pure André Gorz.
Alla fine del 1993 ha fondato, insieme a Norberto Bobbio e Vittorio Foa (e con un gruppo di intellettuali in prevalenza filosofi, sociologi, politologi ed economisti) la rivista di cultura politica “Reset", di cui è tuttora direttore. Ha lasciato l'Unità nel 1999 e collabora attualmente, come editorialista, con la Repubblica.
Dal 1995 al 2003 ha tenuto corsi di sociologia della comunicazione e giornalismo alla Terza Università di Roma e poi dal 2003 al 2009 all'Università La Sapienza.

## Opere
- "Socialismo liberale, Il dialogo con Bobbio oggi", raccolta di saggi scritta nell'anno del crollo del comunismo, Editrice l'Unità 1989.
- "Il legno storto, Cinque idee per ripensare la sinistra", Marsilio 1991.
- "La lezione di questo secolo", libro-intervista con Karl Popper, Marsilio 1992.
- "Sinistra punto zero", raccolta di saggi di Bobbio, Lukes, Sartori, Veca, Walzer, Gorz, Glotz e altri, Donzelli 1993.
- "Cattiva maestra televisione", con scritti di Karl Popper e John Condry, I libri di Reset 1994.
- "A scopo di lucro, Conversazione sull'industria editoriale", con Franco Tatò, Donzelli 1995.
- "Intervista sul pluralismo", con Robert Dahl, Laterza 2002.
- "Democrazia deliberativa. Cosa è", con Sebastiano Maffettone, Luiss University Press 2004.
- "Giornali e tv negli anni di Berlusconi", con Mauro Buonocore, I libri di Reset 2005.
- "Cattiva maestra. La rabbia di Oriana Fallaci e il suo contagio", Marsilio 2005.
- "Spin. Trucchi e tele-imbrogli della politica", Marsilio 2007.
- "Il fallimento dei laici furiosi. Come stanno perdendo la scommessa contro Dio", Rizzoli 2009.
- "Fedi in dialogo. Il mondo ne ha bisogno. Il punto di vista di un laico", EMI 2015.
- "La verità degli altri. La scoperta del pluralismo in dieci storie", Bollati Boringhieri, 2019.